# Geografía de Seychelles
El archipiélago de las islas Seychelles se halla situado en el océano Índico al nordeste de la isla de Madagascar y a una distancia aproximada de 1 600 km al este de Somalia, Kenia y Tanzania.
Está formado por unas 115 islas tropicales, de origen granítico y coralino, distribuidas en una superficie oceánica de  388 500 km², estando las más lejanas a unos 1200 km de distancia (Aldabra-La Digue). De ellas, solo 33 islas están habitadas permanentemente.

## Islas Interiores
Las islas Interiores (Inner Islands) son el núcleo principal del país. Son un conjunto de 42 islas situadas al nordeste del archipiélago. Con un área de 243,7 km² conforman el 54 % de la superficie total de Seychelles y reúnen el 98 % de la población. 
El grupo Granítico consiste en 40 islas de origen granítico, situadas en un radio de 56 km de la isla principal, Mahé. Son islas rocosas, la mayoría tienen una franja estrecha de costa y un núcleo central de colinas que se elevan hasta los 914 metros. Las islas más importantes de este grupo son:
- Mahé es la isla más grande, con un tamaño de 142 km². La capital de Seychelles, Victoria, está en Mahé.
- Praslin,
- Silhouette,
- La Digue,
- Fregate,
- Curieuse,
- North,
- Aride

Hay además dos islas coralinas que conforman el límite norte de las islas Interiores:
- Bird (Bird Island)
- Denis (Denis Island).

## Islas Exteriores
Las islas que no pertenecen al grupo de islas interiores se consideran parte de las islas Exteriores (en criollo seychellense, Zil Elwannyen Sesel). Consisten en cinco grupos de islas coralinas:
- Grupo Coralino Meridional, que agrupa a las islas Platte y Coetivy
- Islas Amirantes, con islas como Desroches, D'Arros, Poivre, Remire y Bancos Africanos
- Islas Alphonse, con el Atolón de Alphonse y el Atolón de St. François
- Grupo de Aldabra, con el Atolón de Aldabra, la Isla de Asunción, y el Grupo de Cosmoledo (formado por el Atolón de Cosmoledo y la Isla de Astove)
- Grupo de Farquhar, con el Atolón de Farquhar, Atolón de Providence e Isla de St. Pierre.

Comprenden 211,3 km² (46 % de Seychelles), pero solo el 2 % de población.
Las islas coralinas son llanas, con arrecifes coralinos en diversas etapas de formación. Carecen de agua dulce y pueden sostener vida humana con dificultad.

## Geología
El punto más alto de las Seychelles es el Morne Seychellois de 905 m, en la isla de Mahé.
Las Seychelles son parte de la meseta granítica de Mascareñas que interrumpe la placa tectónica India. Esta formación está asociada al punto caliente de la isla Reunión, responsable de la formación de la isla de Reunión y las traps del Decán en el interior de la India.

## Clima

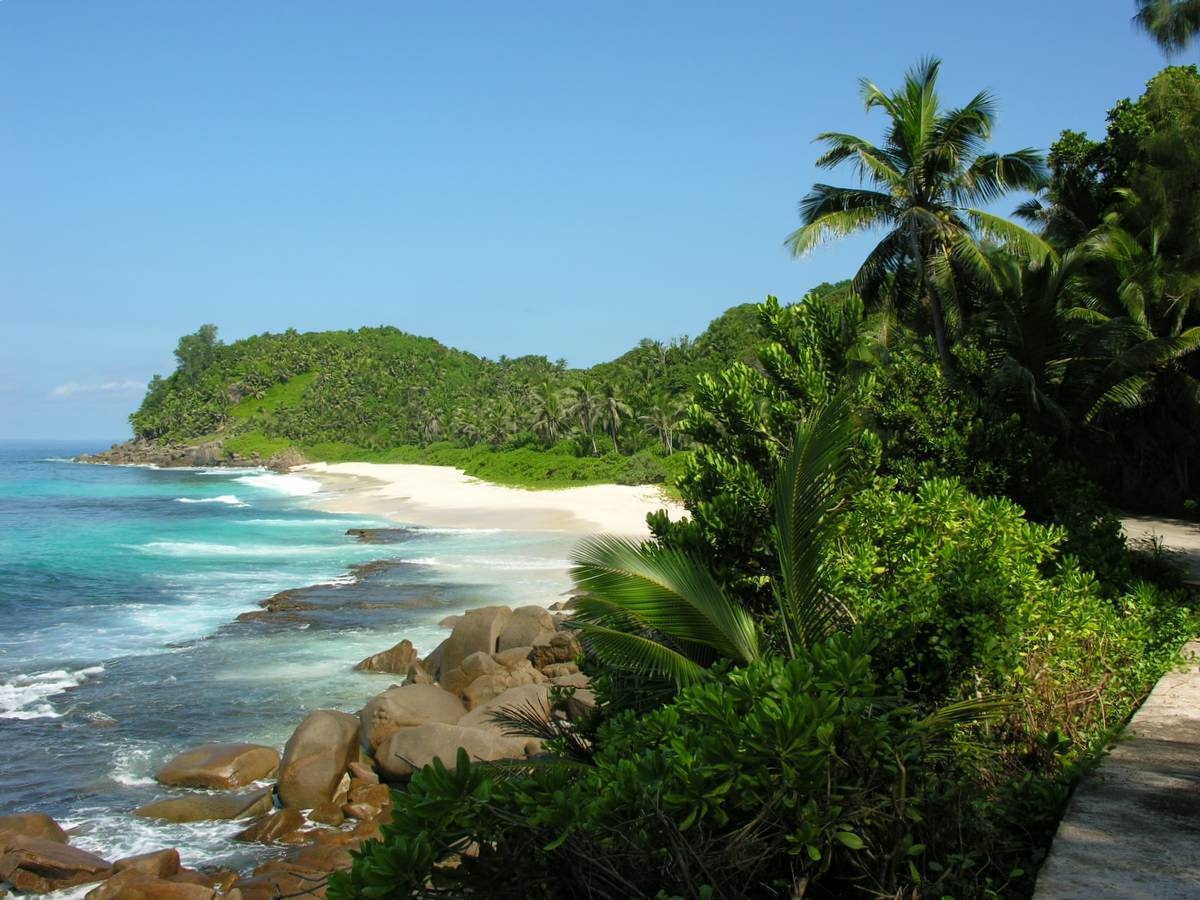
Seychelles, Petit Police, isla de Mahé.

El clima local es tropical, templado y bastante húmedo por la influencia del mar.
La temperatura varía poco a lo largo del año. Las temperaturas en Mahé varían entre 24 °C y 30 °C. Durante los meses de julio y agosto, más frescos, la temperatura baja hasta los 21 °C. Los meses cálidos son desde diciembre hasta abril, con una humedad más alta. Marzo y abril son los meses más cálidos, pero la temperatura raramente sobrepasa los 31 °C. 
La precipitación en Mahé varía desde los 2900 mm en Victoria y los 3600 mm en las laderas de la montaña. La precipitación anual es algo menor en las otras islas.
Los vientos alisios surorientales soplan regularmente desde mayo hasta noviembre, siendo ésta la época más agradable del año. La mayoría de las islas quedan fuera de la zona de ciclones, por lo que son raros los vientos fuertes.

## Flora y fauna
Debido a su largo aislamiento, las Seychelles tienen varias especies únicas: el coco de mar (lodoicea maldivica), la palmera con las semillas más grandes del reino vegetal; cinco especies más de palmeras endémicas; y la población más grande del mundo de tortugas gigantes.

## Otros datos principales

### Recursos naturales
pesca, copra, árbol de canela

### Uso del suelo
| tierra de labranza:   | 2 %              |
| cosechas permanentes: | 13 %             |
| pastos permanentes:   | 0 %              |
| bosques y arbolado:   | 11 %             |
| otros:                | 74 % (1993 est.) |

### Tierra irrigada
—No disponible—

### Acuerdos internacionales sobre medio ambiente
| Participa en los acuerdos sobre: | Biodiversidad, cambio climático, desertificación, especies en peligro, residuos peligrosos, Ley del mar, inmersión de desechos, prohibición de ensayos nucleares, protección de la capa de ozono, contaminación por tráfico marítimo, pesca de ballenas. |
| Firmados, pero sin ratificar:    | Sobre cambio climático-Protocolo de Kioto |

## Áreas protegidas de las islas Seychelles
Según la IUCN, en las Seychelles hay 51 zonas protegidas que cubren 300 km² de tierra firme, el 61.52 % de los 487 km² de las islas, sin embargo, la superficie marina es enorme, y están protegidos 439.997 km², el 32,82 % del total que pertenece al país, que es de 1.340.839 km². De los siete tipos de designación, 9 son reservas naturales, 4 son parques nacionales, 11 son parques nacionales marinos, 8 son reservas especiales, 4 son reservas Shell, 8 son áreas de excepcional belleza natural y 1 es una zona protegida sin más. Además, hay 2 sitios patrimonio de la humanidad y 4 sitios Ramsar.
En las Seychelles hay tres islas principales, Mahé, Praslin y La Digue, las más densamente pobladas, que forman parte de las 42 islas interiores, y 72 islas exteriores formadas por islas coralinas, atolones y arrecifes de coral. En estas últimas habitan un 2 % de los 90.000 habitantes de Seychelles y son las más necesitadas de protección. Algunas islas, como el grupo Alphonse, Desroches, Poivre, Farquar y los atolones privados D'Arros y Saint Joseph se encuentran a entre 230 y 1150 km de la isla principal de Mahé.